# Daniele Danesin
Daniele Danesin (Como, 7 dicembre 1985) è un canottiere italiano.
Nel 2012 ha partecipato ai Giochi olimpici di Londra nel quattro senza con Andrea Caianiello, Martino Goretti e Marcello Miani concludendo la finale B in quinta posizione.

## Palmarès
- Campionati del mondo di canottaggio

Gifu 2005 - oro nell'otto.
Eton 2006 - oro nel quattro di coppia pesi leggeri.
Monaco 2007 - oro nel quattro di coppia pesi leggeri.
Linz 2008 - oro nel quattro di coppia pesi leggeri.
Bled 2011 - bronzo nel quattro senza.